# Ulrich Keppler
Ulrich Keppler (* 21. März 1944 in Marienburg) ist ein Brigadegeneral außer Dienst des Heeres der Bundeswehr.

## Leben
Keppler absolvierte 1963 das Abitur und trat beim Pionierbataillon 5 in Lahnstein in die Bundeswehr ein. Nach Abschluss der Offizierausbildung hatte er Verwendungen als Zugführer und Fernmeldeoffizier im Pionierbataillon 5. Von 1968 bis 1971 studierte er Bauingenieurwesen in München und war von 1971 bis 1974 Kompaniechef im schweren Pionierbataillon 310 in Koblenz.
Von 1974 bis 1976 absolvierte er den 17. Generalstabslehrgang Heer an der Führungsakademie der Bundeswehr in Hamburg, wo er zum Offizier im Generalstabsdienst ausgebildet wurde. Anschließend war er Generalstabsoffizier für Logistik (G4) der Panzerbrigade 29 in Sigmaringen von 1976 bis 1978 und besuchte 1979 den Army Staff Course am Royal Military College of Science in Shrivenham im Vereinigten Königreich. Von 1980 bis 1983 war er Referent im Führungsstab der Streitkräfte (Fü S) III 8 im Bundesministerium der Verteidigung (BMVg) in Bonn, von 1983 bis 1985 Bataillonskommandeur des Pionierbataillons 120 in Dörverden, von 1985 bis 1987 Generalstabsoffizier für Planung, Ausbildung und Organisation (G3) der 5. Panzerdivision in Diez, von 1987 bis 1989 Referent für Streitkräftestruktur und Heeresplanung im Fü S VI 3 im BMVg in Bonn, von 1989 bis 1991 G3 in der Abteilung Pioniere und ABC-Abwehr im Heeresamt in der Konrad-Adenauer-Kaserne in Köln.
Von 1993 bis 1995 war Keppler Korpspionierkommandeur des I. Korps und Leiter Pionierkommando 1 in Minden und nach Umgliederung Brigadekommandeur der Pionierbrigade 20 im Wehrbereich II/1. Panzerdivision. Anschließend war er von 1995 bis 1998 Section Chief Streitkräfteplanung Supreme Headquarters Allied Powers Europe der NATO in Mons in Belgien und von April 1998 bis Oktober 2001 General der Pioniere und Kommandeur der Pionierschule und Fachschule des Heeres für Bautechnik. In seiner letzten Verwendung war er ab November 2001 Kommandeur Heeresschulen und stellvertretender Amtschef des Heeresamtes in Köln. Mit Ablauf des März 2005 wurde er in den Ruhestand versetzt.
Keppler ist verheiratet und hat zwei Söhne. Er ist Mitglied im Bund Deutscher Pioniere e. V.

## Schriften
- Ulrich Keppler (Hrsg.): Die Pioniere: Geschichte und Vorbilder unserer Truppengattung. Pionierschule und Fachschule des Heeres für Bautechnik, München 2004 (mit einem Vorwort von Werner Kullack).